# إتيان سانسونيتي
إتيان سانسونيتي (5 ديسمبر 1935 في فرنسا - 31 مايو 2018 في فرنسا) (بالفرنسية: Étienne Sansonetti)‏ هو لاعب كرة قدم فرنسي في مركز الهجوم. لعب مع أولمبيك مارسيليا ونادي أجاكسيو ونادي أنجيه ونادي باستيا ونادي جازيليك أجاكسيو ونادي فالينسيان ونادي موناكو.

## وصلات خارجية
- إتيان سانسونيتي على موقع قاعدة بيانات كرة القدم.إي يو (الإنجليزية)
- إتيان سانسونيتي على موقع ليكيب (الفرنسية)
- إتيان سانسونيتي على موقع عالم كرة القدم.نت (الإنجليزية)